# Henrik Dahl
Henrik Edner Dahl (* 1. Mai 1975) ist ein ehemaliger schwedischer Fußballspieler. Der Abwehrspieler bestritt seine bisherige Karriere in seinem Heimatland, Dänemark und Norwegen.

## Werdegang
Dahl entstammt der Jugend von Grimeton IK und der Varbergs BoIS. 1995 wechselte er zum BK Häcken, der seinerzeit in der zweithöchsten Spielklasse antrat. Am Ende der Spielzeit 1997 qualifizierte er sich mit der Mannschaft als Vizemeister der Südstaffel hinter dem Ortsrivalen Västra Frölunda IF für die Relegationsspiele zur Allsvenskan, in der sie sich gegen Västerås SK durchsetzte und aufstieg. In der Erstliga-Spielzeit 1998 kam er an der Seite von Jonas Henriksson, Johan Lind und Ola Karlsson zum Einsatz, den direkten Wiederabstieg des Göteborger Vereins konnte er jedoch nicht verhindern. Der Aufenthalt in der zweiten Liga währte jedoch nur eine Spielzeit und als Aufsteiger hielt BK Häcken dieses Mal bis 2001 die Klasse. Als Stammspieler blieb er dem Verein nach dem Abstieg in die Superettan auch in der Zweitliga-Spielzeit 2002 treu. Nachdem aufgrund der schlechteren Tordifferenz zum Saisonende der Relegationsplatz verpasst wurde, verließ er jedoch nach 287 Spieleinsätzen in acht Jahren den Klub.
Neuer Arbeitgeber Dahls wurde der dänische Klub Silkeborg IF in der Superliga. Unter Trainer Viggo Jensen war er auf Anhieb Stammspieler und bestritt an der Seite von Kenneth Fabricius, Thomas Poulsen und Iddi Alkhag bis zum Saisonende 14 Saisonspiele. Zum dritten Mal in seiner Karriere musste er jedoch am Ende der Spielzeit 2002/03 einen Abstieg aus der ersten Liga hinnehmen. Nachdem er zunächst eine Halbserie in der zweiten Liga angetreten war, wechselte er nach Norwegen zum SFK Lyn Oslo in die Tippeligaen. Immer wieder von Verletzungen gebremst, konnte er sich dort nicht dauerhaft als Stammkraft etablieren. Mit der Mannschaft um Daniel Theorin, Tommy Berntsen, Steven Lustü, Jan Derek Sørensen und Kristian Flittie Onstad erreichte er in der Spielzeit 2005 als Tabellendritter mit dem Verein den Europapokal. Dort war ihm jedoch kein Einsatz vergönnt, da er sich im Mai 2006 am Kreuzband verletzte und längerfristig ausfiel.
Nach Auslaufen seines Vertrages bei Lyn Oslo Ende 2006 kehrte Dahl nach Schweden zurück und unterschrieb einen Zwei-Jahres-Kontrakt beim Göteborger Klub GAIS. Auch hier setzte sich seine Verletzungsanfälligkeit fort, so dass er sich nicht etablieren konnte. Nachdem er nur noch in der Reservemannschaft aktiv gewesen war, verlieh ihn der Verein im Sommer 2008 an seinen ehemaligen Klub Varbergs BoIS.
Nach Auslaufen seines Vertrages zunächst ohne Verein, wechselte Dahl im März 2009 erneut nach Norwegen und schloss sich dem Drittligisten Bærum SK an. Nachdem er bereits seit 2008 hauptberuflich als Sales Manager beim Hard Rock Cafe in Göteborg tätig gewesen war, übernahm er diesen Posten im Osloer Hard Rock Café. 2010 beendete er seine aktive Laufbahn. Im August 2011 wechselte er als Key-Account-Manager zu Radio Metro, im Januar 2012 rückte er bei Bærum SK in den Trainerstab auf.